# José Enrique Heres
José Enrique Heres García (San Martín de Podes, Gozón, Asturias,  España, 18 de junio de 1962) es un exfutbolista español que se desempeñaba como portero.

## Trayectoria deportiva
Heres comenzó su relación con el Real Oviedo en 1980. Con edad juvenil fue cedido en esa temporada al Bañugues CF y en la temporada siguiente al Águila Negra de Colloto. A partir de la temporada 1982/83 entra a formar parte de la plantilla del primer equipo pero no es hasta la temporada 1983/84 cuando debuta. Lo hace el 25 de marzo de 1984, en la jornada 29 de liga que enfrentó al Real Oviedo con el Cartagena FC en la ciudad murciana y que terminó con el triunfo carbayón por 0 a 1 (gol de Rivas), siendo Luis Costa el entrenador que le hizo debutar. En la temporada siguiente se hace con la titularidad de la portería azul, pero en las dos siguientes apenas juega ningún partido, por lo que busca una salida del club en forma de cesión al CD Tenerife, también de la Segunda División en la temporada 1987/88. Con los canarios juega 18 partidos. Al final de la temporada regresa al club carbayón, que la temporada anterior había conseguido el ascenso a la Primera División. Al no entrar en los planes del entonces entrenador azul, Vicente Miera, juega durante esa temporada 18 partidos con el filial Vetusta que milita esa temporada en la Segunda B. En su última temporada con el Real Oviedo consigue debutar en la Primera División. Lo hace en la última jornada del campeonato de liga 1989/90, el 5 de mayo de 1990 en el partido que enfrenta al Real Oviedo con el Real Madrid en el Estadio Santiago Bernabéu, jugando los últimos 20 minutos del partido entrando en sustitución del cancerbero azul Zubeldia en el minuto 71 cuando el resultado era de 4 a 2 favorable al equipo merengue. Un tanto de Aldana en el 81 fue su único gol en contra en la máxima categoría del fútbol español. Javier Irureta fue el técnico que le hizo debutar en la Primera División. Se retira del fútbol en la temporada siguiente en el Real Avilés que milita en la Segunda División esa temporada y con los que juega 31 partidos.

## Clubes
| Club        | País   | Año       | Categoría        |
| ----------- | ------ | --------- | ---------------- |
| Real Oviedo | España | 1983-1987 | Segunda División |
| CD Tenerife | España | 1987-1988 | Segunda División |
| Real Oviedo | España | 1988-1990 | Primera División |
| Real Avilés | España | 1990-1991 | Segunda División |